# Halálos iramban – Kémfutam
A Halálos iramban – Kémfutam (eredeti cím: Fast & Furious: Spy Racers) 2019-ben indult amerikai televíziós 3D-s számítógépes animációs akciófilm-sorozat, amelyet a Halálos iramban-filmek alapján készült. A zeneszerzője Ryan Lofty és Jay Vincent. A sorozat az Original Film, az One Race Films, a DreamWorks Animation Television és a Universal Television gyártásában készült. A sorozat Amerikában és Magyarországon 2019. december 26-ától érhető el a Netflixen.

## Ismertető
Egy kormányhivatal felbéreli a kamasz sofőr Tony Torettót és adrenalinfüggő barátait, hogy épüljenek be egy bűnözőkkel teli utcai autóverseny-sorozatba.

## Szereplők

### Főszereplők
| Szereplő              | Eredeti hang                | Magyar hang     |
| --------------------- | --------------------------- | --------------- |
| Tony Toretto          | Tyler Posey                 | Baráth István   |
| Layla Gray            | Camille Ramsey              | Csuha Bori      |
| Frostee Benson        | Luke Youngblood             | Nagy Gereben    |
| Margaret "Echo" Pearl | Charlet Chung               | Staub Viktória  |
| Cisco Renaldo         | Jorge Diaz                  | Czető Roland    |
| Ms. Sehol             | Renée Elise Goldsberry      | Pap Katalin     |
| Sashi Dhar            | Manish Dayal (1. évad)      | Jéger Zsombor   |
| Rafaela Moreno        | Avrielle Corti (2. évadtól) | Andrádi Zsanett |

### Mellékszereplő
| Szereplő        | Eredeti hang       | Magyar hang    |
| --------------- | ------------------ | -------------- |
| Mitch           | Jimmy Tatro        | Harcsik Róbert |
| Izom            | Bayardo De Murguia | Renácz Zoltán  |
| Wanda           | Kimberly Brooks    | Köves Dóra     |
| Tiffany         | Secunda Wood       | Mohácsi Nóra   |
| Sudarikov       | Fred Tatasciore    | Sarádi Zsolt   |
| Rusty           | Fred Tatasciore    | Király Adrián  |
| Gary            | Tru Valentino      | Maday Gábor    |
| Scadan          | Tru Valentino      | Major Erik     |
| Dominic Toretto | Vin Diesel         | Galambos Péter |

### Magyar változat
- Magyar szöveg: Szentmihályi Hunor
- Felvevő hangmérnök: Illés Gergely (1-5.), Kiss István (6-8.)
- Keverő hangmérnök: Illés Gergely (1-5.), Kiss István (6-8.)
- Vágó: Simkóné Varga Erzsébet (6-8.)
- Gyártásvezető: Gelencsér Adrienn (6-8.)
- Szinkronrendező: Stern Dániel (1-5.), Lengyel László (6-8.)
- További magyar hangok: Barabás Kiss Zoltán (Dudley), Fehérváry Márton (Nacho), Tokaji Csaba (Cleve), Antóci Dorottya (Jun)

A szinkront a Mafilm Audio Kft. készítette.

## Epizódok
| Évad | Évad | Epizódok | Eredeti sugárzás    | Eredeti sugárzás    | Eredeti adó         | Magyar sugárzás     | Magyar sugárzás    | Magyar adó |
| Évad | Évad | Epizódok | Évadpremier         | Évadfinálé          | Eredeti adó         | Évadpremier         | Évadfinálé         | Magyar adó |
| ---- | ---- | -------- | ------------------- | ------------------- | ------------------- | ------------------- | ------------------ | ---------- |
|      | 1.   | 8        | 2019. december 26.  | 2019. december 26.  |                     | 2019. december 26.  | 2019. december 26. |            |
|      | 2.   | 8        | 2020. október 9.    | 2020. október 9.    | 2020. október 9.    | 2020. október 9.    |                    |            |
|      | 3.   | 8        | 2020. december 26.  | 2020. december 26.  | 2020. december 26.  | 2020. december 26.  |                    |            |
|      | 4.   | 8        | 2021. április 16.   | 2021. április 16.   | 2021. április 16.   | 2021. április 16.   |                    |            |
|      | 5.   | 8        | 2021. augusztus 13. | 2021. augusztus 13. | 2021. augusztus 13. | 2021. augusztus 13. |                    |            |
|      | 6.   | 12       | 2021. december 17.  | 2021. december 17.  | 2021. december 17.  | 2021. december 17.  |                    |            |

### 1. évad (2019)
| #  | #  | Eredeti cím           | Magyar cím              | Rendezte      | Írta          | Eredeti premier    | Magyar premier     |
| -- | -- | --------------------- | ----------------------- | ------------- | ------------- | ------------------ | ------------------ |
| 1. | 1. | Born a Toretto        | Született Toretto       | Bret Haaland  | Tim Hedrick   | 2019. december 26. | 2019. december 26. |
| 2. | 2. | Enter SH1FT3R         | Beépülés a V4lt0ba      | Micah Gunnell | Josh Hamilton | 2019. december 26. | 2019. december 26. |
| 3. | 3. | Ghost Town Grand Prix | A szellemvárosi nagydíj | James Yang    | Mitch Iverson | 2019. december 26. | 2019. december 26. |
| 4. | 4. | The Owl Job           | A bagoly-meló           | Leo Riley     | May Chan      | 2019. december 26. | 2019. december 26. |
| 5. | 5. | The Celestial Vault   | Az égi páncélterem      | Micah Gunnell | Tim Hedrick   | 2019. december 26. | 2019. december 26. |
| 6. | 6. | The Final Key         | A végső kulcs           | James Yang    | Josh Hamilton | 2019. december 26. | 2019. december 26. |
| 7. | 7. | Ignition              | Indítás                 | Leo Riley     | Mitch Iverson | 2019. december 26. | 2019. december 26. |
| 8. | 8. | The Key to the Strip  | Vegas kulcsa            | Micah Gunnell | Tim Hedrick   | 2019. december 26. | 2019. december 26. |

### 2. évad: Rió (2020)
| #   | #  | Eredeti cím          | Magyar cím               | Rendezte      | Írta                 | Eredeti premier  | Magyar premier   |
| --- | -- | -------------------- | ------------------------ | ------------- | -------------------- | ---------------- | ---------------- |
| 9.  | 1. | Escape from L.A.     | Menekülés Los Angelesből | James Yang    | Josh Hamilton        | 2020. október 9. | 2020. október 9. |
| 10. | 2. | That Sinking Feeling | Nyomasztó érzés          | Leo Riley     | Ashley Soto Paniagua | 2020. október 9. | 2020. október 9. |
| 11. | 3. | Bem-vindo ao Rio     | Üdv Rióban!              | Micah Gunnell | Valeska Rodriguez    | 2020. október 9. | 2020. október 9. |
| 12. | 4. | Combustion           | Gyulladás                | James Yang    | Emma Dudley          | 2020. október 9. | 2020. október 9. |
| 13. | 5. | Driving Blind        | Vakvezetés               | George Gipson | Mitch Iverson        | 2020. október 9. | 2020. október 9. |
| 14. | 6. | An Echo of Nowhere   | Visszhang a semmibe      | Micah Gunnell | Tim Hedrick          | 2020. október 9. | 2020. október 9. |
| 15. | 7. | The Patroness        | A pártfogó               | James Yang    | Josh Hamilton        | 2020. október 9. | 2020. október 9. |
| 16. | 8. | Tchau, Uggos         | Csá, csúfságok!          | George Gipson | Tim Hedrick          | 2020. október 9. | 2020. október 9. |

### 3. évad: Szahara (2020)
| #   | #  | Eredeti cím            | Magyar cím         | Rendezte      | Írta                       | Eredeti premier    | Magyar premier     |
| --- | -- | ---------------------- | ------------------ | ------------- | -------------------------- | ------------------ | ------------------ |
| 17. | 1. | The Giant Haboob       | Az óriási szélvész | Micah Gunnell | Tim Hedrick és Emma Dudley | 2020. december 26. | 2020. december 26. |
| 18. | 2. | The Dead End           | Holtvágány         | James Yang    | Josh Hamilton              | 2020. december 26. | 2020. december 26. |
| 19. | 3. | The Empty Well         | Az üres kút        | George Gipson | Emma Dudley                | 2020. december 26. | 2020. december 26. |
| 20. | 4. | The Hunt               | A vadászat         | Micah Gunnell | Mitch Iverson              | 2020. december 26. | 2020. december 26. |
| 21. | 5. | The Bedouin Shield     | A beduin pajzs     | James Yang    | Tim Hedrick                | 2020. december 26. | 2020. december 26. |
| 22. | 6. | The Eye of the Sahara  | A Szahara szeme    | George Gipson | Josh Hamilton              | 2020. december 26. | 2020. december 26. |
| 23. | 7. | RoboCleve              | RoboCleve          | Micah Gunnell | Emma Dudley                | 2020. december 26. | 2020. december 26. |
| 24. | 8. | Sirocco Fire Explosion | Tűztornádó         | James Yang    | Tim Hedrick                | 2020. december 26. | 2020. december 26. |

### 4. évad: Mexikó (2021)
| #   | #  | Eredeti cím                     | Magyar cím                     | Rendezte                   | Írta                            | Eredeti premier   | Magyar premier    |
| --- | -- | ------------------------------- | ------------------------------ | -------------------------- | ------------------------------- | ----------------- | ----------------- |
| 25. | 1. | Chasing Phantoms                | Fantomok nyomában              | George Gipson és Leo Riley | Josh Hamilton                   | 2021. április 16. | 2021. április 16. |
| 26. | 2. | The Convoy                      | A konvoj                       | Micah Gunnell              | Emma Dudley                     | 2021. április 16. | 2021. április 16. |
| 27. | 3. | The Fugitives                   | Szökevények                    | James Yang                 | Lauren Otero                    | 2021. április 16. | 2021. április 16. |
| 28. | 4. | That's a Moray                  | Moray                          | George Gipson és Leo Riley | Mellori Velasquez               | 2021. április 16. | 2021. április 16. |
| 29. | 5. | The Ocelot King vs. El Mariposa | Ocelot El Mariposa ellen       | Micah Gunnell              | Joanna Lewis és Kristine Songco | 2021. április 16. | 2021. április 16. |
| 30. | 6. | The Siege                       | Ostrom                         | James Yang                 | Josh Hamilton                   | 2021. április 16. | 2021. április 16. |
| 31. | 7. | Into the Labryinth              | A labirintus                   | Leo Riley                  | Emma Dudley                     | 2021. április 16. | 2021. április 16. |
| 32. | 8. | Don't Go Chasing Lavafalls      | Ne ugorj fejest sekély lávába! | Micah Gunnell              | Tim Hedrick                     | 2021. április 16. | 2021. április 16. |

### 5. évad: Dél-Csendes-óceán (2021)
| #   | #  | Eredeti cím               | Magyar cím             | Rendezte      | Írta          | Eredeti premier     | Magyar premier      |
| --- | -- | ------------------------- | ---------------------- | ------------- | ------------- | ------------------- | ------------------- |
| 33. | 1. | R.O.A.M. Around the World | K.O.Sz.A a világ körül | James Yang    | May Chan      | 2021. augusztus 13. | 2021. augusztus 13. |
| 34. | 2. | The Rescue                | A mentőakció           | George Gipson | Josh Hamilton | 2021. augusztus 13. | 2021. augusztus 13. |
| 35. | 3. | Anchors Away              | Horgonyt fel!          | Micah Gunnell | Emma Dudley   | 2021. augusztus 13. | 2021. augusztus 13. |
| 36. | 4. | Driving and Crying        | Sofőrpánik             | James Yang    | Tim Hedrick   | 2021. augusztus 13. | 2021. augusztus 13. |
| 37. | 5. | Ride and Die              | Haláljátszma           | George Gipson | May Chan      | 2021. augusztus 13. | 2021. augusztus 13. |
| 38. | 6. | Ex Machina                | Ex Machina             | Micah Gunnell | Josh Hamilton | 2021. augusztus 13. | 2021. augusztus 13. |
| 39. | 7. | The Takeover              | Hatalomátvétel         | James Yang    | Emma Dudley   | 2021. augusztus 13. | 2021. augusztus 13. |
| 40. | 8. | The Toretto Virus         | A Toretto-vírus        | George Gipson | Tim Hedrick   | 2021. augusztus 13. | 2021. augusztus 13. |

### 6. évad: Hazatérés (2021)
| #   | #   | Eredeti cím                      | Magyar cím                    | Rendezte                      | Írta          | Eredeti premier    | Magyar premier     |
| --- | --- | -------------------------------- | ----------------------------- | ----------------------------- | ------------- | ------------------ | ------------------ |
| 41. | 1.  | Incineration Day                 | A hulladékégetés napja        | Micah Gunnell                 | Josh Hamilton | 2021. december 17. | 2021. december 17. |
| 42. | 2.  | Snowed In                        | Elhavazva                     | James Yang                    | Kyel White    | 2021. december 17. | 2021. december 17. |
| 43. | 3.  | Rafaela's Raf-venge              | Rafaela bosszúja              | George Gipson                 | Emma Dudley   | 2021. december 17. | 2021. december 17. |
| 44. | 4.  | Fun on the Autobahn              | Móka az Autobahnon            | Micah Gunnell                 | Josh Hamilton | 2021. december 17. | 2021. december 17. |
| 45. | 5.  | Detonation                       | Robbanás                      | James Yang                    | Emma Dudley   | 2021. december 17. | 2021. december 17. |
| 46. | 6.  | Meltdown                         | Olvadás                       | George Gipson                 | Tim Hedrick   | 2021. december 17. | 2021. december 17. |
| 47. | 7.  | Hollywood Beginning              | Hollywoodi kezdet             | Micah Gunnell                 | Josh Hamilton | 2021. december 17. | 2021. december 17. |
| 48. | 8.  | Dann Hunt                        | ADENH nyomában                | James Yang                    | Emma Dudley   | 2021. december 17. | 2021. december 17. |
| 49. | 9.  | Wildcat                          | Törésvonal                    | George Gipson                 | Tim Hedrick   | 2021. december 17. | 2021. december 17. |
| 50. | 10. | Oil and Water                    | Olaj és víz                   | Micah Gunnell                 | Kyel White    | 2021. december 17. | 2021. december 17. |
| 51. | 11. | Say Goodbye to Hollywood, Part 1 | Viszlát, Hollywood! – 1. rész | James Yang                    | Josh Hamilton | 2021. december 17. | 2021. december 17. |
| 52. | 12. | Say Goodbye to Hollywood, Part 2 | Viszlát, Hollywood! – 2. rész | George Gipson és Bret Haaland | Tim Hedrick   | 2021. december 17. | 2021. december 17. |